# Йенч, Роланд
Ро́ланд Йенч (нем. Roland Jentsch; род. 9 мая 1960) — немецкий кёрлингист.

## Достижения
- Чемпионат Европы по кёрлингу: золото (1991).
- Чемпионат Германии по кёрлингу среди мужчин: золото (1989, 1998), серебро (1988), бронза (1991, 1996).[1]

## Команды
| Сезон                                          | Четвёртый   | Третий            | Второй            | Первый            | Запасной                              | Турниры              |
| ---------------------------------------------- | ----------- | ----------------- | ----------------- | ----------------- | ------------------------------------- | -------------------- |
| 1978—79                                        | Роланд Йенч | Ханс-Йоахим Бурба | Вольфганг Бурба   | Werner Kolb       |                                       | ЧМЮ 1979 (10 место)  |
| 1985—86                                        | Роланд Йенч | Ули Сутор         | Чарли Капп        | Томас Фогельзанг  | Руди Ибальд тренер: Отто Даниели      | ЧМ 1986 (9 место)    |
| 1986—87                                        | Роланд Йенч | Ули Сутор         | Чарли Капп        | Томас Фогельзанг  |                                       | ЧЕ 1986 (6 место)    |
| 1988—89                                        | Роланд Йенч | Ули Сутор         | Чарли Капп        | Томас Фогельзанг  | Андреас Капп                          | ЧМ 1989 (8 место)    |
| 1991—92                                        | Роланд Йенч | Ули Сутор         | Чарли Капп        | Александер Хухель | Ули Капп                              | ЧЕ 1991              |
| 1997—98                                        | Роланд Йенч | Ули Сутор         | Флориан Цёргибель | Андреас Кемпф     | Александер Хухель тренер: Кит Вендорф | ЧМ 1998 (10 место)   |
| Кёрлинг среди смешанных команд (mixed curling) |             |                   |                   |                   |                                       |                      |
| 2006                                           | Роланд Йенч | Даниэла Йенч      | Ули Сутор         | Марика Треттин    | Helmar Erlewein                       | ЧЕСК 2006 (10 место) |

(скипы выделены полужирным шрифтом)

## Частная жизнь
Его дочери, Даниэла Йенч и Аналена Йенч — тоже кёрлингистки, участницы и призёры чемпионатов мира и Европы. Его жена Кристина Йенч выигрывала бронзовые медали 1992, участвовала в зимних Олимпийских играх 1992 (где проводился демонстрационный турнир по кёрлингу, в женской части которого победила команда Германии).